# Гребенские татары
Гре́бенские татары (тат. Яңа Кала татарлары) — этническая группа татар, проживающих в основном в Чечне и Саратовской области.
Татары появились на Северном Кавказе в 1722 году во время персидского похода Петра I. Оставшиеся здесь служилые татары пополнили Гребенское казачье войско и проживали в казачьих станицах.

## Расселение

### Чечня
Татары-казаки Кизляра (тат. Кызлар Кала) в 1870 году после ликвидации Кизлярской станицы и из станицы Щедринской (тат. Карчыга) переселились в Гребенскую, так как здесь был большой молитвенный дом. 
В настоящее время основная масса проживает компактно в Татарской слободке станицы Гребенская (ранее Новогладковская, тат. Яңа Кала) Шелковского района Чеченской Республики (в 2010 г. — 594 чел., 9,5 % населения станицы).

### Саратовская область
В конце 1990-х — начале 2000-х гг. частично переселились в пос. Совхоз им. 15-летия Октября Саратовского района Саратовской области, где компактно проживают и в настоящее время (150 чел., 40 семей, согласно данным А. Нагуманова, лидера местной татарской общины). Хотя среди современных названий этой группы на территории Саратовской области доминирует «чеченские татары», сами они этот термин не приемлют, предпочитая ему «гребенские татары». Среди опрошенных представителей доминировало подчеркивание татарской этнической самоидентификации..

### Другие регионы
Малочисленные группы проживают также в Астрахани 75 семей, и на севере Тюменской области 95 семей.